# Heli 3
L'heli 3 (3He o He-3) és un isòtop lleuger, estable i no radioactiu de l'heli compost per dos protons i un neutró, a diferència de l'heli-4, que té dos neutrons.
És escàs a la Terra, ja que el camp magnètic i l'atmosfera el rebutgen, però està present de forma prou abundant a la resta de l'univers perquè es produeix a les estrelles.
S'investiga molt al camp de la fissió nuclear a causa de les seues possibilitats com a catalitzador o per les seues possibilitats com a combustible del futur. També s'investiga molt per les seues possibilitats com a superfluid, condició que adopta prop al zero absolut de temperatura.
A causa de la dificultat per obtindre'l, s'obté de processos químics costosos o es parla de la possibilitat d'extraure'l d'altres astres com la Lluna on n'hi hauria quantitats considerables a causa de la pràctica carència d'atmosfera d'aquest satèl·lit natural.